# Friedrich von Stosch
Friedrich von Stosch (né en 1689 à Berlin et mort le 9 février 1752 à Insterbourg) est un général de division prussien, commandant du 8e régiment de dragons du même nom, ainsi que capitaine du district de Rein en Prusse-Orientale et chevalier de l'Ordre Pour le Mérite.

## Biographie

### Origine
Ses parents sont le conseiller privé royal prussien Wilhelm Heinrich von Stosch (mort le 20 mai 1714) et son épouse Dorothea Luise Schröder,

### Carrière militaire
Stosch est initialement au service de la Savoie et transféré au service de la Prusse en 1718. Il s'engage dans le 7e régiment de dragons (de) « von Roëll (de) » et est élevé au rang de colonel en juillet 1741. En mai 1744, Stosch est promu au grade de major général avec un brevet daté du 29 octobre 1743 et nommé commandant du 8e régiment de dragons, qui est formé cette année-là à partir de cinq escadrons du régiment de dragons « von Roëll ».
En 1750, le roi Frédéric II le nomme capitaine du district de Rein en Prusse-Orientale et reçoit également du roi deux chevaux de selle. En 1751, il est mis à la retraite avec un salaire de 1000 thalers. Il a combattu dans les États italiens et sur le Rhin ainsi que dans les batailles de Chotusitz et de Kesselsdorf. De là, il se rend au camp près de Mettin le 27 juin 1745. Il meurt à Insterbourg en 1752.